# 분구묘

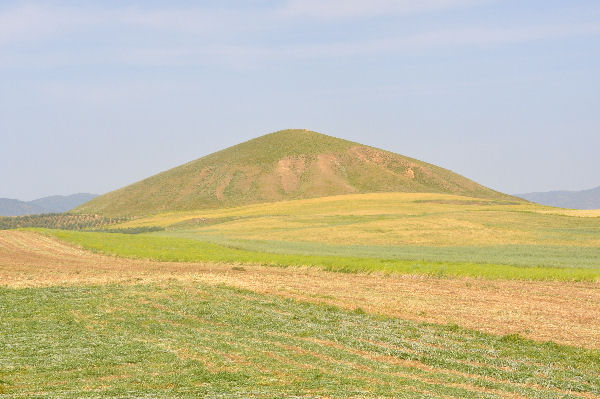
리디아 왕 알리아테스 2세의 분구묘.

분구묘(墳丘墓, 영어: tumulus)는 봉분의 일종이다. 언덕(구)만큼 거대한 흙무덤(분)인 분구(墳丘)를 조성하는 형태의 무덤을 뜻하나, 실제로는 분구를 먼저 쌓은 뒤 그 안에 매장주체부를 두는 특정한 형태의 묘제를 가리키기 위해 사용되는 용어이다.
주로 고대의 왕이나 권력자의 무덤으로 거대한 분구묘들이 조성되었지만, 서민들이 묻힌 것으로 보이는 소형 군집분들도 있다. 또 무덤인지 여부가 불확실한 것, 무덤이 아닌 종교적 기념물로서 조성된 것(일본의 후지즈카 같은 것)도 있다.
전방후원분이 대표적이다.

## 같이 보기
- 고인돌
- 피라미드
- 스투파